# Cornelia Köndgen

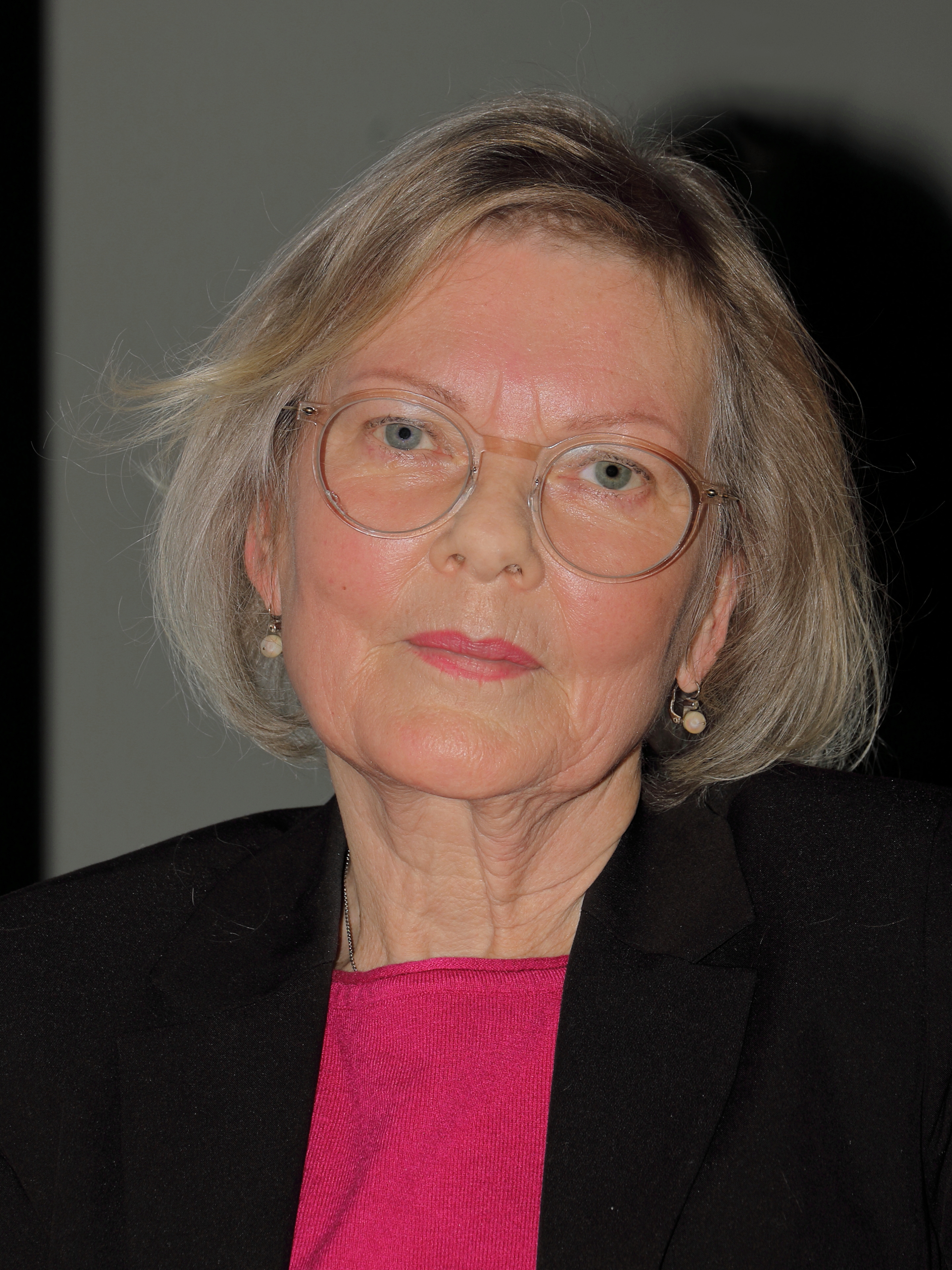
Cornelia Köndgen

Cornelia Köndgen (* 1958 in Weingarten) ist eine deutsch-österreichische Schauspielerin.

## Leben
Köndgen absolvierte eine Schauspielausbildung an der Otto-Falckenberg-Schule in München.
Sie hatte als Theaterschauspielerin zahlreiche Fest- und Gastengagements, schwerpunktmäßig in Österreich, unter anderem Festengagements am Theater in der Josefstadt, am Schauspielhaus Wien, am Volkstheater Wien und am Landestheater Niederösterreich in St. Pölten. Sie gastierte unter anderem bei den Wiener Festwochen und an den Hamburger Kammerspielen. Im September 1990 spielte sie am Fritz-Remond-Theater in Frankfurt am Main in der Boulevardkomödie Na und? von Françoise Dorin an der Seite von Hans-Joachim Kulenkampff, Martha Marbo und Heini Göbel.
Am Landestheater Niederösterreich spielte Köndgen unter anderem die Mutter Phyllis Hogan in der Komödie Fette Männer im Rock von Nicky Silver (2006), die Ministerehefrau Mrs. Pamela Willey in der Komödie Außer Kontrolle von Ray Cooney (Spielzeit 2006/07) und die Mariedl in der Komödie Die Präsidentinnen von Werner Schwab (Spielzeit 2007/08).
Seit 2008 trat Köndgen regelmäßig beim Theatersommer Haag in Niederösterreich auf. Dort spielte sie unter anderem Mrs. Lucretia Otis, die Frau des amerikanischen Botschafters, in Das Gespenst von Canterville, Duenna/Liese/Schwester Margarete in Cyrano de Bergerac (2009) und Squenz/Elfe in Ein Sommernachtstraum (2011).
In der Spielzeit 2011/2012 trat Köndgen am Stadttheater Klagenfurt in der Rolle der Mrs. Evelina Strong in der Österreichischen Erstaufführung des Theaterstücks Süden von Julien Green auf.
Köndgen übernahm seit den 1970er Jahren auch Filmrollen in Kinofilmen und Fernsehfilmen, später auch in verschiedenen Fernsehserien. Anfangs wurde Köndgen als jugendliche Liebhaberin besetzt, so 1976, an der Seite von Erika Pluhar und Harald Serafin, als Fabrikantentochter Anna Oberholzer in einer Fernsehverfilmung der Musikalischen Komödie Feuerwerk. 1977 spielte sie in dem Zeitdrama Eine Jugendliebe neben Christian Berkel die Rolle der Nanni, die Braut und Jugendliebe eines jungen Soldaten. In dem Fernseh-Zweiteiler Onkel Silas (1977) verkörperte sie die 17-jährige Maud, die Alleinerbin eines großen Familienvermögens. In der Mini-Serie Hiob (1978/79) spielte sie die junge verwitwete Schwiegertochter Vega.
1992 war sie in dem österreichischen Spielfilm Ihr glücklichen Augen, neben Peter Sattmann, in der Rolle der Miranda zu sehen. In dieser Literaturverfilmung, nach einer Erzählung von Ingeborg Bachmann, verkörperte sie eine sehbehinderte junge Frau, die ihren Augenfehler aber als Geschenk des Himmels sieht. In der Tragikomödie Etwas am Herzen (1994), spielte sie, erneut neben Erika Pluhar, die Rolle der Professorentochter Gabi. In dem Kinofilm Die Klavierspielerin (2001) war sie in der Rolle der Madame Gerda Blonskij zu sehen.      
Köndgen hatte Episodenhauptrollen und Nebenrollen in verschiedenen Fernsehserien, unter anderem in Pfarrerin Lenau (1990), Julia – Eine ungewöhnliche Frau (2000; als von ihrem hundeliebenden Ehegatten vernachlässigte Frau Hackl), Schloßhotel Orth (2003, als Frau Dr. Blank), Der Landarzt (2010, als schwäbische Ehefrau Claudia Pfleiderer) und Pastewka (2011, als Psychiaterin Dr. Karstein). 2012 war sie in der ARD-Fernsehreihe Tatort in einer Episodenhauptrolle zu sehen. Sie spielte im Leipziger Tatort: Todesbilder (2012) die Mutter des Mordopfers Annika, die den Tod der Tochter seelisch nicht verkraftet. In der 11. Staffel der österreichischen Krimiserie SOKO Donau (2019) übernahm Köndgen eine der Episodenrollen als tatverdächtige Chefin eines Technologieunternehmens.
Cornelia Köndgen ist umfangreich als Rezitatorin mit literarischen Programmen tätig. In ihren selbst zusammengestellten Programmen liest sie schwerpunktmäßig Texte österreichischer Autorinnen wie Ilse Aichinger, Ingeborg Bachmann, Hertha Kräftner und Friederike Mayröcker.

## Privates
1995 begann Köndgen eine Ausbildung als Psychotherapeutin; sie arbeitete auch als Therapeutin. Sie ist Mitglied der Akademie des Österreichischen Films.
Köndgen war seit 1977 mit dem österreichischen Liedermacher und Schauspieler Ludwig Hirsch (1946–2011) verheiratet; aus der Ehe ging ein gemeinsamer Sohn (* 1981) hervor. 
Köndgen lebt abwechselnd in Wien und in der Steiermark.

## Filmographie (Auswahl)
- 1976: Feuerwerk
- 1977: Onkel Silas (TV-Zweiteiler)
- 1977: Eine Jugendliebe
- 1978: Hiob
- 1983: Martin Luther
- 1985: Küken für Kairo
- 1990: Pfarrerin Lenau (Fernsehserie, 1 Folge)
- 1992: Ihr glücklichen Augen
- 1994: Etwas am Herzen
- 2000: Julia – Eine ungewöhnliche Frau – Beugehaft
- 2001: Die Klavierspielerin
- 2003: Schlosshotel Orth (3 Folgen)
- 2005: Tatort – Die Spieler
- 2007: Vier Frauen und ein Todesfall – Blattschuss
- 2007: Mörderischer Frieden
- 2008: Hindernisse des Herzens
- 2009: Tatort – Tödliche Tarnung
- 2010: Der Landarzt (2 Folgen)
- 2011: Pastewka – Das Brot
- 2012: Tatort – Todesbilder
- 2014: Göttliche Funken
- 2014: Be My Baby
- 2015: Elser – Er hätte die Welt verändert
- 2019: SOKO Donau: Dünne Luft (Fernsehserie, eine Folge)
- 2020: Das Tal der Mörder (Fernsehfilm)

## Publikationen
- Mit einem kleinen Schuss ins Rot. Die Jahre mit Ludwig Hirsch, Seifert, Wien 2013, ISBN 978-3-902406-91-0.
- Bertl-Köndgen-Zahradnik: I lieg am Ruckn. Erinnerungen an Ludwig Hirsch. Ueberreuter, Wien 2016, ISBN 978-3-8000-7650-5.